# Pardosa hartmanni
Pardosa hartmanni este o specie de păianjeni din genul Pardosa, familia Lycosidae. A fost descrisă pentru prima dată de Roewer, 1959.
Este endemică în Tanzania. Conform Catalogue of Life specia Pardosa hartmanni nu are subspecii cunoscute.